# Wereldkampioenschappen BMX 2024
De wereldkampioenschappen BMX 2024 werden op 17 en 18 mei georganiseerd in het Amerikaanse Rock Hill.

## Medailleoverzicht

### Mannen
| Onderdeel    | Goud | Goud             | Zilver | Zilver          | Brons | Brons             |
| ------------ | ---- | ---------------- | ------ | --------------- | ----- | ----------------- |
| BMX elite    | FRA  | Joris Daudet     | NED    | Niek Kimmann    | FRA   | Sylvain André     |
| BMX U23      | ECU  | Pedro Benalcazar | USA    | Patrick O'Brien | NED   | Jason Noordam     |
| BMX junioren | AUS  | Joshua Jolly     | BEL    | Niels Appermont | ARG   | Valentino Vallejo |

### Vrouwen
| Onderdeel    | Goud | Goud                  | Zilver | Zilver         | Brons | Brons         |
| ------------ | ---- | --------------------- | ------ | -------------- | ----- | ------------- |
| BMX elite    | USA  | Alise Willoughby-Post | SUI    | Zoé Claessens  | USA   | Daleny Vaughn |
| BMX U23      | LAT  | Veronika Stūriška     | GBR    | Emily Hutt     | AUS   | Bella May     |
| BMX junioren | AUS  | Teya Rufus            | NZL    | Lily Greenough | USA   | Ava Corley    |

### Medaillespiegel
| Plaats | Land                | Goud | Zilver | Brons | Totaal |
| 1      | Australië           | 2    | 0      | 1     | 3      |
| 2      | Verenigde Staten    | 1    | 1      | 2     | 4      |
| 3      | Frankrijk           | 1    | 0      | 1     | 2      |
| 4      | Ecuador             | 1    | 0      | 0     | 1      |
| 4      | Letland             | 1    | 0      | 0     | 1      |
| 6      | Nederland           | 0    | 1      | 1     | 2      |
| 7      | België              | 0    | 1      | 0     | 1      |
| 7      | Nieuw-Zeeland       | 0    | 1      | 0     | 1      |
| 7      | Verenigd Koninkrijk | 0    | 1      | 0     | 1      |
| 7      | Zwitserland         | 0    | 1      | 0     | 1      |
| 11     | Argentinië          | 0    | 0      | 1     | 1      |
| Totaal | Totaal              | 6    | 6      | 6     | 18     |

## Finales elite

### Mannen
| Rang   | Naam            | Land                | Bijz. |
| ------ | --------------- | ------------------- | ----- |
| Goud   | Joris Daudet    | Frankrijk           |       |
| Zilver | Niek Kimmann    | Nederland           |       |
| Brons  | Sylvain André   | Frankrijk           |       |
| 4      | Carlos Ramírez  | Colombia            |       |
| 5      | Alfredo Campo   | Ecuador             |       |
| 6      | Rico Bearman    | Nieuw-Zeeland       |       |
| 7      | Mauricio Molina | Chili               |       |
| 8      | Kye Whyte       | Verenigd Koninkrijk |       |

### Vrouwen
| Rang   | Naam                  | Land                | Bijz. |
| ------ | --------------------- | ------------------- | ----- |
| Goud   | Alise Willoughby-Post | Verenigde Staten    |       |
| Zilver | Zoé Claessens         | Zwitserland         |       |
| Brons  | Daleny Vaughn         | Verenigde Staten    |       |
| 4      | Felicia Stancil       | Verenigde Staten    |       |
| 5      | Laura Smulders        | Nederland           |       |
| 6      | Carly Kane            | Verenigd Koninkrijk |       |
| 7      | Leila Walker          | Nieuw-Zeeland       |       |
| 8      | Saya Sakakibara       | Australië           |       |

1996 ·
1997 ·
1998 ·
1999 ·
2000 ·
2001 ·
2002 ·
2003 ·
2004 ·
2005 ·
2006 ·
2007 ·
2008 ·
2009 ·
2010 ·
2011 ·
2012 ·
2013 ·
2014 ·
2015 ·
2016 ·
2017 ·
2018 ·
2019 ·
2021 ·
2022 ·
2023 ·
2024 ·
2025